# Ilex confertiflora
Ilex confertiflora là một loài thực vật có hoa trong họ Aquifoliaceae. Loài này được Merr. mô tả khoa học đầu tiên năm 1934.